# Детское кино

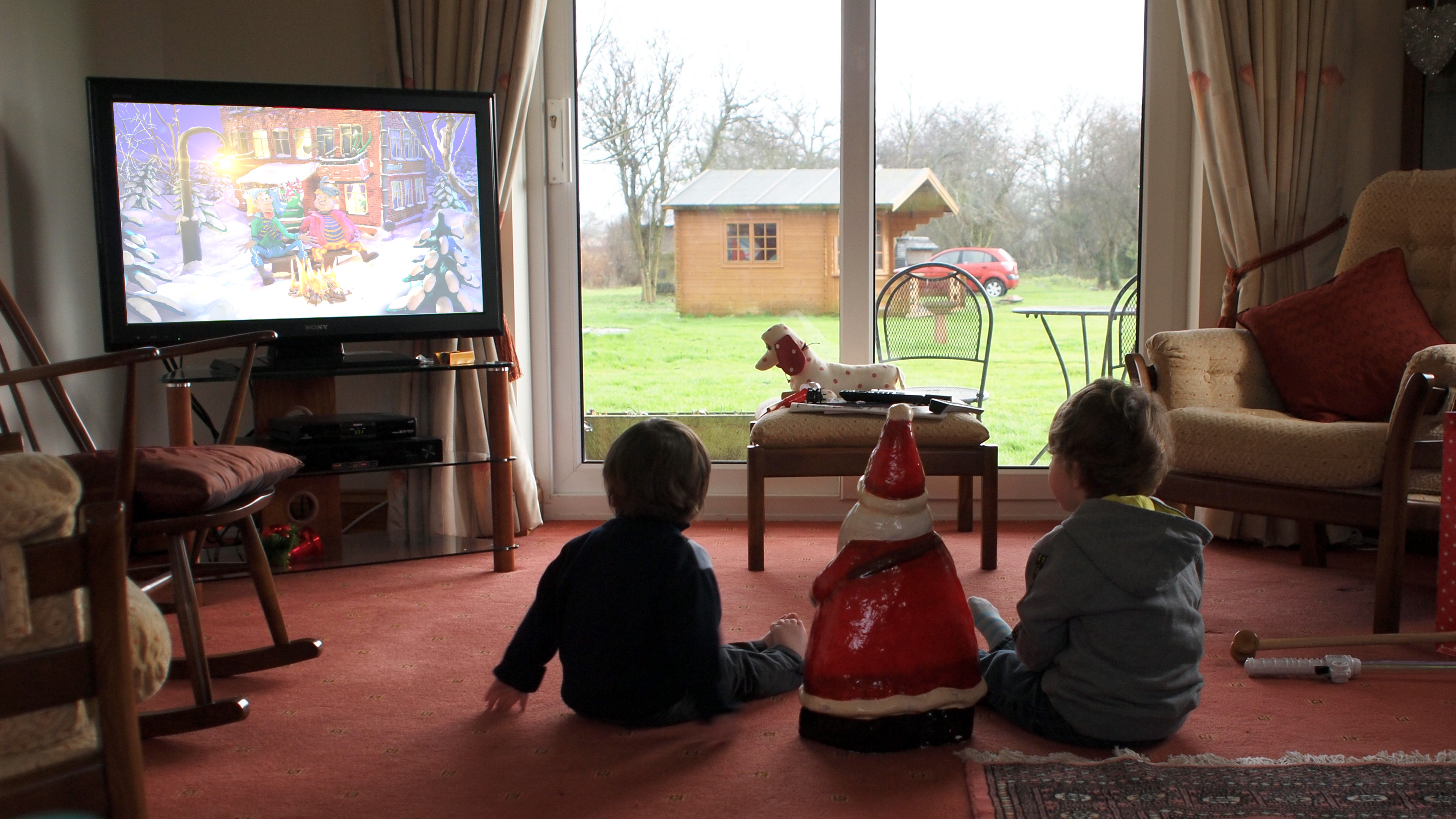
Дети смотрят мультфильм

Де́тское кино́ — фильмы, предназначенные как для просмотра детьми, так и для более широкой аудитории (т. наз. «семейные фильмы» (англ. family films)). Они могут быть разными по жанру: художественными, мультипликационными, документальными, научно-популярными.

## Детские и семейные фильмы
Как в США, так и в Европе, идея детских фильмов получила относительное развитие в 1930-х годах. Согласно Бэзлгету и Стэплзу, термин «семейный фильм» употребляется в основном американцами, а «детский фильм» — используется в Европе.
Различен и подход к выбору главных героев. Для американских фильмов отбирают детей, отвечающих особым требованиям к внешности, в то время как европейцы для исполнения ролей в своих фильмах утверждают «обычных» детей. Аналогично, для взрослых ролей в американских фильмах приглашают хорошо известных актёров и актрис, с целью привлечения как можно более широкой аудитории, и при этом изложение сюжета ведётся с точки зрения взрослых, в том числе и родителей. Такой подход влияет на набор актёров, построение сюжета, и даже на мизансцены. Бэзлгет и Стэплз считают хорошим примером американского подхода фильм 1989 года «Дорогая, я уменьшил детей», в то время как если бы это был европейский фильм с аналогичным сюжетом, то его название было бы что-то вроде «Сестрёнка, папа нас уменьшил», то есть, фильм трактовался бы с точки зрения опыта и чувствований детей, а не их родителей.
Таким образом, американские фильмы хорошо продаются как в США, так и на международном кинорынке, в то время как европейские детские фильмы более подходят для местной аудитории.

## Детское кино в различных странах

### Европа

#### Германия
В Германии 1930-х — первой половины 1940-х годов детским фильмам также уделялось внимание с идеологической точки зрения — против коммунизма, за национал-социализм. Один из первых фильмов такого рода — «Юный гитлеровец Квекс» 1933 года — посвящён противостоянию отца-коммуниста и его сына, сочувствующего нацистам.
После краха гитлеровского режима в 1945 году появились две Германии — западная (капиталистическая) и восточная (социалистическая), и, соответственно, два кинематографа. Несмотря на известный антагонизм капиталистической и социалистической систем, задачей как западногерманского, так и восточногерманского кинематографа стала денацификация.

#### СССР

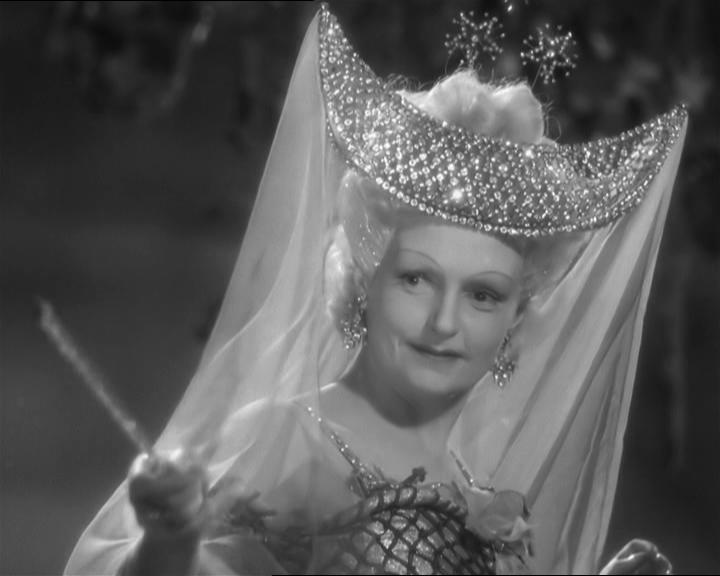
Варвара Мясникова в роли Феи в фильме «Золушка» (1947)

Детским фильмам в СССР уделялось большое внимание. Ранней советской кинокартиной, пользовавшейся большой популярностью у публики, был немой фильм 1923 года «Красные дьяволята», где интернациональный детский отряд — Миша, Дуняша и чернокожий акробат Том борются с людьми батьки Махно. Затем была снята ещё серия фильмов о приключениях этих ребят — «Савур-могила» и другие.
В 1925 году на студии «Межрабпом-Русь» выпущен фильм «Дитя Госцирка», где шестилетний Гриша Калабухов мечтает стать октябрёнком.
Посвящались фильмы актуальной в то время теме ликвидации беспризорности в СССР: 11 октября 1928 года в Киеве и 1 февраля 1929 года в Москве состоялась премьера фильма «Беспризорные».
В 1936 году в Москве была основана киностудия для производства детских фильмов — «Союздетфильм», которая, под другим названием, работает до сих пор. Один из снятых на этой киностудии в 1937 году фильмов — «Белеет парус одинокий», повествовал о босяке Гаврике и сыне учителя Пете, принимавших участие в революционных событиях в Одессе 1905 года. Детские фильмы снимались не только на студии «Союздетфильм», но и на других. Например, художественно-мультипликационный фильм 1939 года «Золотой ключик» снят на киностудии «Мосфильм».
Выпускались и политически-нейтральные фильмы: сказки — «По щучьему веленью» (1938), «Василиса Прекрасная» (1939), «Конёк-Горбунок» (1941), «Золушка» (1947), приключенческие — «Остров сокровищ» (1937) и другие. Некоторые фильмы являлись стимулом детской и юношеской активности. Например, после выхода фильма «Тимур и его команда» (1940 год) в СССР возникло движение тимуровцев.

#### Россия
С 1998 года по инициативе Московского детского фонда 8 января отмечается День детского кино.

#### Чехия

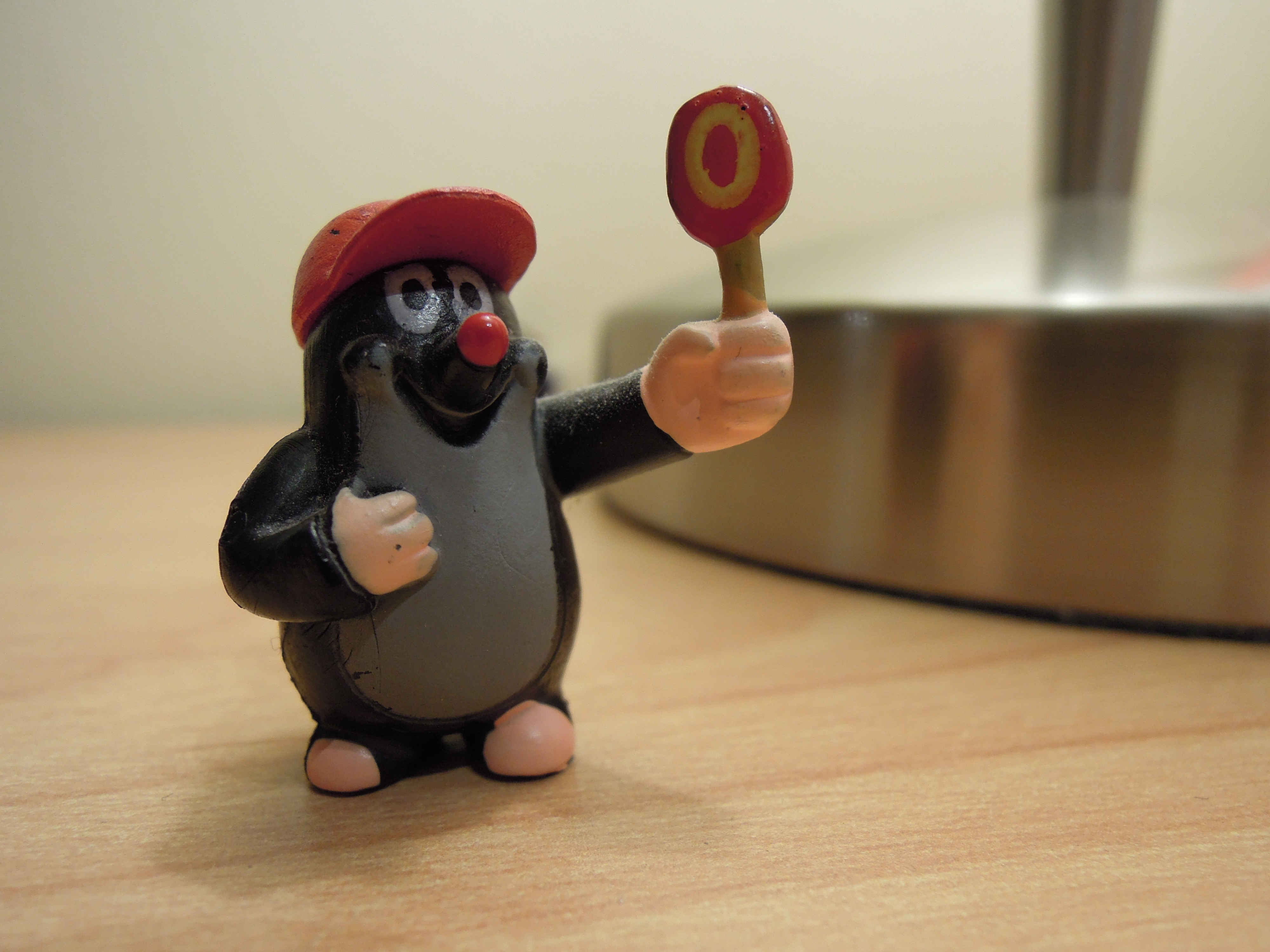
Фигурка Крота из одноимённого мультфильма Зденека Милера

В 1950-х годах в Чехословакии появилось множество анимационных фильмов, ориентированных не только на детей. Выдающимися мастерами этого периода были Иржи Трнка («Принц Баяя» 1950 года, «Сон в летнюю ночь» 1959 года) и Карел Земан («Путешествие к началу времён» 1955 года, «Похищенный дирижабль» 1967 года). Популярностью многие годы пользуется мультсериал «Крот» (1957—2002) художника Зденека Милера.
С 1960-х годов появилось совместное чешско-немецкое производство сериалов и телефильмов. К такому сотрудничеству относится работа Ота Гофмана и Йиндржиха Поляка: телесериал «Гости» (1981—1983), «Луция, гроза улицы» (1984). Как и во многих восточноевропейских странах немалое внимание уделялось хорошо поставленным сказочным фильмам: «Я умею прыгать через лужи» (1970), «Девушка на метле» (1972), «Три орешка для Золушки» (1973), «Арабела» (1979) «Алиса» (1988), «Принцесса с мельницы» (1994).

### Северная Америка

#### США
Перед Второй мировой войной компания Уолта Диснея создала мультипликационный вариант «Сказок братьев Гримм», начиная с фильма 1937 года «Белоснежка и семь гномов». Непосредственно перед и в начале Второй мировой войны в США вышло три значительных семейных фильма. Это уже упомянутая «Белоснежка…» Диснея, мультфильм 1939 года «Путешествия Гулливера» студии Флейшера, и диснеевский мультфильм 1940 года «Пиноккио», представляющие собой весьма вольные переложения литературных источников.
Во время войны Дисней продолжил работу, выпустив в 1940 году полнометражный мультфильм «Фантазия» для просмотра всей семьёй, и в 1941 году — мультфильм «Дамбо».
После войны Дисней продолжил выпускать анимированные фильмы, которые можно классифицировать как «семейные». Согласно Войцику, наиболее значительными игровыми адаптациями детской литературы после Второй мировой войны были художественный фильм 1959 года Дневник Анны Франк режиссёра Джорджа Стивенса, фильм по роману «Остров сокровищ», снятый режиссёром Байроном Хэскином в 1950 году и художественный фильм «Хайди» (Швейцария) итальянского режиссёра Луиджи Коменчини, снятый в 1952 году.

### Азия

#### Китай
Жанр детского кино в Китае часто пересекается с жанрами комедии и сказки (англ. fantasy). До 1981 года, когда была основана Китайская детская киностудия, фильмы для детей выпускали обычные киностудии, при этом на ранней стадии китайского кино жизни детей посвящалось очень мало фильмов. Среди них — короткометражная лента «Пострелёнок» (англ. The Urchin), снятая в 1922 году режиссёром Дань Дуюем.
Детские фильмы в основном рассказывали о социальных проблемах юного поколения. Например, картина «Потерянные овечки» (англ. Lost Lambs) режиссёра Цай Чушэна (1936) повествовала о детях-сиротах, скитавшихся по улицам Шанхая, пока их не приютил старый слуга богатого дома. Идея этого фильма возникла у Цай Чушэна после просмотра советской картины о беспризорниках — «Путёвка в жизнь» режиссёра Николая Экка, которая демонстрировалась в Шанхае в 1932 году и получила признание как у публики, так и у критики, так что Цай Чушэн решил снять что-то подобное. Цай Чушэн искал ответ на вопрос: являются ли такие дети будущим общества, или же преступной угрозой ему. В своих воспоминаниях режиссёр отмечал, что в этом фильме он старался показать недостатки социальной системы общества, целью которой должна быть защита и воспитание брошенных бездомных детей. Фильм, хотя и имел счастливый конец, оказался достаточно мрачным. Более оптимистичной была картина режиссёра Ян Сяочжуна, снятая в то же время, которая называлась «Девочка-сирота» (англ. Little Orphan Girl). Картина сочетает в себе романтический образ сиротки с более реалистичным описанием её жизни на улице. В конце концов девочка находит в себе силы порвать отношения с шайкой шанхайских воров, членом которой она была, и обрести счастье в приёмной семье доктора.
Другим известным детским фильмом этого периода была лента 1949 года режиссёров Чжао Мина и Янь Гуна, снятая по мотивам популярного комикса (маньхуа) автора Чжан Лэпина «Уличная сиротка» (или «Скитания Саньмао»). Главный герой этого фильма впоследствии играл ещё в нескольких фильмах из серии о «Саньмао». С годами тема маленького бродяжки Саньмао развивалась, так что в результате он проделал путь от безыдейного беспризорника до сознательного помощника в делах Коммунистической партии Китая (КПК).
В общем, несмотря на серьёзные социальные темы, фильмы «Потерянные овечки» и «Скитания Саньмао» проникнуты юмором и оптимизмом, что послужило основой для создания последующих детских фильмов.

#### Япония
В Японии с первой половины 1990-х годов проводится единственный во всей стране ежегодный Международный фестиваль детских фильмов «КИНЕКО». Его особенностью является показ фильмов со всего мира для аудитории детей от одного года до подростков, при этом фильмы должны быть представлены в форме «живого кино» (англ. Live Cinema), то есть, записей различных представлений с непосредственным озвучиванием, например, спектаклей, концертных выступлений.

#### Корея
Корейское детское кино (и весь кинематограф), после Второй мировой войны, как когда-то кино германское, разделено по двум Кореям: Северной и Южной.
В Северной Корее — Корейской Народно-Демократической Республике — кино выдержано в духе идей чучхе. Созданием кинопродукции для детской аудитории специально занимается Студия детских фильмов им. 26 апреля, расположенная в Пхеньяне. Среди мультфильмов, предназначенных для детей Северной Кореи, можно назвать, например, рисованный «Оксве», кукольные «Эхо» и «Суни». Также, студия является крупным коммерческим производителем мультфильмов, не предназначенных для Кореи, а на заказ для других стран. Мультсериал «Пингвинёнок Пороро», который транслируется более чем в 100 странах, а в Южной Корее его изображения находятся чуть ли не на каждом предмете, создан не без помощи мастеров-мультипликаторов Северной Кореи.